# Таусте
Таусте (ісп. Tauste) — муніципалітет в Іспанії, у складі автономної спільноти Арагон, у провінції Сарагоса. Населення — 7567 осіб (2010).
Муніципалітет розташований на відстані близько 260 км на північний схід від Мадрида, 42 км на північний захід від Сарагоси.
На території муніципалітету розташовані такі населені пункти: (дані про населення за 2010 рік)
- Санчо-Абарка: 271 особа
- Санта-Енграсія: 324 особи
- Таусте: 6972 особи

## Демографія
Динаміка населення (INE ):

## Галерея зображень

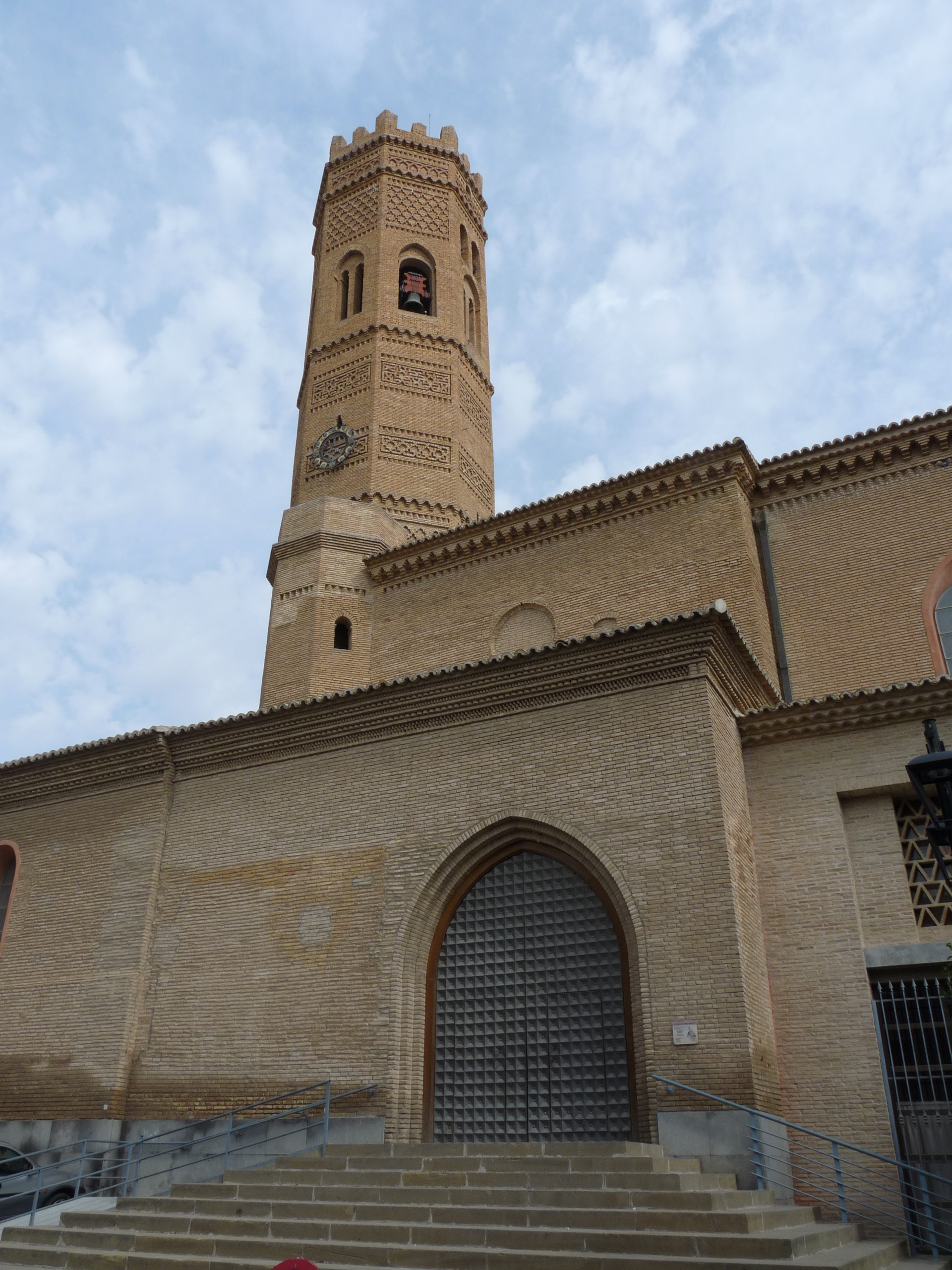
Церква Санта-Марія (XIII століття)